# Marcos Montiel
Marcos Daniel Montiel González (ur. 12 lipca 1995 w Montevideo) – urugwajski piłkarz występujący na pozycji defensywnego pomocnika, od 2020 roku zawodnik River Plate Montevideo.